# Vesioli (Zásovskaya, Labinsk, Krasnodar)
Vesioli (del ruso: Веселый) es un jútor del raión de Labinsk del krai de Krasnodar, en el sur de Rusia. Está situado en el borde septentrional del Gran Cáucaso, a orillas del río Kuksa, afluente por la derecha del río Labá, tributario del Kubán, 23 km al sureste de Labinsk y 162 km al sureste de Krasnodar, la capital del krai. Tenía 138 habitantes en 2010
Pertenece al municipio Zásovskoye.